# Silvi Vrait
Silvi Vrait (ur. 28 kwietnia 1951 w Kehrze, zm. 28 czerwca 2013 w Tallinnie) – estońska piosenkarka i nauczycielka muzyki, reprezentantka Estonii podczas 39. Konkursu Piosenki Eurowizji w 1994 roku.

## Życiorys

### Edukacja
W 1968 roku Silvi Vrait zdobyła dyplom ukończenia Szkoły Muzycznej na wydziale fortepianu w swoim rodzinnym mieście, Kehrze. Sześć lat później ukończyła naukę na Uniwersytecie w Tartu na kierunku filologia angielska. Od 1994 roku uczyła języka angielskiego w tallińskim liceum oraz szkoliła wokalistów w stołecznej Szkole Muzycznej im. Georga Otsa.

### Początki kariery
W 1972 roku Vrait po raz pierwszy zaprezentowała się publicznie, pojawiając się w programie Kaks takti ette, a później w Käokava. Od 1976 do 1983 roku występowała w teatrze Vanemuine w Tartu. W tym samym czasie koncertowała i nagrywała gościnnie z takimi artystami, jak Suuk czy Fix. Pod koniec lat 80. była czynną działaczką tzw. Śpiewającej Rewolucji, która walczyła o przywrócenie kraju niepodległości. Na tę okazję nagrała wówczas dwa single: „Väikene rahvas, väikene maa” i „Ei ole üksi ükski maa”.
Od 1980 roku Vrait występowała gościnnie w kilku musicalach i operach, pojawiając się w estońskich wersjach takich sztuk, jak np. Põhjaneitsi (1980), Porgy and Bess (1985), Król i ja (1998), Gypsy (1999), Zorba (2000), Chicago (2004), Dźwięki muzyki (2003, 2010) i Kabaret (2012). W 1986 roku wydała swój debiutancki album pt. Silvi Vrait, a trzy lata później – Embrace. W 1994 roku reprezentowała Estonię podczas 39. Konkursu Piosenki Eurowizji, zajmując przedostatnie, 24. miejsce w finale z utworem „Nagu merelaine”.

### Śmierć
W kwietniu 2013 roku zdiagnozowano u Vrait guza mózgu, przez który zmarła 28 czerwca w wieku 62 lat. Przed śmiercią opiekował się nią jej syn, Silver.

## Dyskografia

### Albumy studyjne
- 1986: Silvi Vrait
- 1989: Embrace